# Хачатрян, Давид
Давид Хачатрян (арм. Դավիթ Խաչատրյան; род. 24 декабря 1987; АССР, Армения, Вагаршапат) — профессиональный армянский и российский боец смешанных единоборств. Шестикратный чемпион ARM FC, чемпион Армении по К-1, чемпион мира по версии ProFC, победитель турниров Fight Nights Global. Выступает как и ранее в различных бойцовских лигах. Занимает 6-е место среди 113-ти действующих представителей полусреднего веса Кавказа, а также на 157-м месте среди 839-ти действующих российских профессионалов в полусреднем весе.

## Биография
Родился 24 декабря 1987 года в Вагаршапат (Эчмиадзин).
Начал профессиональную бойцовскую карьеру с 2008 года. В юности интересовался боевыми искусствами, увлекался джиу-джитсу, а затем — ударными единоборствами, выбрав сначала карате, а чуть позже и кикбоксинг. На этом поприще он завоевал свой первый титул — чемпиона Армении по версии K-1, после чего перешёл в смешанные единоборства.
Произвище «Император» появилось после того, когда старый менеджер Хачатряна начал называть его так, а публика подхватила.

## Спортивные достижения
- Шестикратный чемпион ARM FC (Armenian Fighting Championship).
- Чемпион Армении по К-1.
- Чемпион мира по версии ProFC.
- Победитель многих турниров Fight Nights Global .

### Чемпионаты
- 2006 — Чемпионат Европы  (Белград, Сербия и Черногория), протокол.
- 2009 — Чемпионат Европы  (Милан, Италия), протокол.

### Рейтинги
- Занимает 6-е место среди 113-ти действующих представителей полусреднего веса Кавказа.
- Занимает 157-е место среди 839-ти действующих российских профессионалов в полусреднем весе.